# VM i badminton 1980
VM i badminton 1980 var det andet VM i badminton afholdt af International Badminton Federation. Mesterskabet blev afviklet i Istora Senayan i Jakarta, Indonesien i perioden 27. maj - 1. juni 1980. Indonesien var VM-værtsland for første gang.

## Medaljevindere
| Række        | Guld                             | Sølv                             | Bronze                         | Bronze                         |
| ------------ | -------------------------------- | -------------------------------- | ------------------------------ | ------------------------------ |
| Herresingle  | Rudy Hartono                     | Liem Swie King                   | Hadiyanto                      | Lius Pongoh                    |
| Damesingle   | Verawaty Wiharjo                 | Ivanna Lie                       | Lene Køppen                    | Tati Sumirah                   |
| Herredouble  | Ade Chandra Christian Hadinata   | Hariamanto Kartono Rudy Heryanto | Flemming Delfs Steen Skovgaard | Misbun Sidek Jalani Sidek      |
| Damedouble   | Nora Perry Jane Webster          | Verawaty Wiharjo Imelda Wiguna   | Karen Bridge Barbara Sutton    | Yoshiko Yonekura Atsuko Tokuda |
| Mixed double | Christian Hadinata Imelda Wiguna | Mike Tredgett Nora Perry         | Steen Fladberg Pia Nielsen     | Steen Skovgaard Lene Køppen    |

### Medaljetabel
| Land       | Guld | Sølv | Bronze | Total |
| ---------- | ---- | ---- | ------ | ----- |
| Indonesien | 4    | 4    | 3      | 11    |
| England    | 1    | 1    | 1      | 3     |
| Danmark    | -    | -    | 4      | 4     |
| Japan      | -    | -    | 1      | 1     |
| Malaysia   | -    | -    | 1      | 1     |